# Zeiko Lewis
Zeiko Lewis (Spanish Point, Bermudas, 4 de junio de 1994) es un futbolista bermudeño. Juega de mediocampista o delantero.
Es internacional absoluto con la selección de fútbol de Bermudas desde 2011, en la cual ha marcado 8 goles y ganó la Medalla de oro en los Juegos de las Islas que se celebraron en Bermudas 2013.

## Trayectoria
Comenzó su carrera en el año 2011 en el club Bermuda Hogges en el cual jugó hasta 2012. En 2013 fue traspasado al Boston College Eagles hasta que fue cedido al Real Boston Rams. Después de unos meses volvió al Boston College Eagles hasta 2016.

### New York Red Bulls
Lewis fue seleccionado por el New York Red Bulls en el SuperDraft de la MLS 2017. Fue enviado al equipo reserva y debutó con el New York Red Bulls II el 1 de abril de 2017, donde anotó el gol de la victoria por 1-0 al Richmond Kickers.

### Charleston Battery
Luego de pasar una temporada en Islandia, donde jugó en el FH Hafnarfjörður y el HK, Lewis regresó a Estados Unidos y el 7 de febrero de 2019 fichó por el Charleston Battery de la USL Championship.

### Sacramento Republic
El 22 de diciembre de 2021 fichó por el Sacramento Republic.

## Selección nacional
Debutó con la selección de Bermudas el 2 de septiembre de 2011 en la derrota por 1-0 ante Trinidad y Tobago.

## Clubes
| Club                                  | País           | Año       |
| ------------------------------------- | -------------- | --------- |
| Bermuda Hogges                        | Bermudas       | 2011-2012 |
| Boston College Eagles (universitario) | Estados Unidos | 2013-2016 |
| Real Boston Rams                      | Estados Unidos | 2014-2017 |
| New York Red Bulls                    | Estados Unidos | 2017      |
| New York Red Bulls II (préstamo)      | Estados Unidos | 2017      |
| FH                                    | Islandia       | 2018      |
| HK (préstamo)                         | Islandia       | 2018      |
| Charleston Battery                    | Estados Unidos | 2019-2021 |
| Sacramento Republic                   | Estados Unidos | 2022-2023 |
| Union Omaha                           | Estados Unidos | 2024      |

## Participación en torneos internacionales
| Torneo                     | Resultado      |
| -------------------------- | -------------- |
| Juegos de las Islas 2013   | Medalla de oro |
| Clasificación Mundial 2018 | Segunda ronda  |
| Copa del Caribe de 2016    | Segunda ronda  |